# Taurrhina dedzaensis
Taurrhina dedzaensis är en skalbaggsart som beskrevs av Allard 1991. Taurrhina dedzaensis ingår i släktet Taurrhina och familjen Cetoniidae. Inga underarter finns listade i Catalogue of Life.